# Hættetrøje
En hættetrøje er en sweatshirt med en hætte med en muffe syet fast på maven, og normalt med en snor til at justere åbningen i hætten. Hættetrøjer bruges ofte af sportshold, skoleklasser af lignende, for at kunne illustrere at man er en del af gruppen. Disse vil normalt være i samme farve og gerne med logo eller tekst der afslører tilhørsforholdet.
| Tøj | Spire Denne artikel om tøj, sko eller lignende er en spire som bør udbygges. Du er velkommen til at hjælpe Wikipedia ved at udvide den. |